# L'Usurpateur
Pour les articles homonymes, voir L'Usurpateur (homonymie).
L'Usurpateur est le 6e épisode de la saison 2 de la série télévisée Angel.

## Synopsis
Ayant appris que Darla a été ressuscitée par Wolfram & Hart, Angel tente de pénétrer dans leurs locaux avec Gunn avant d'être ramené à la raison par Wesley et Cordelia. Il décide alors de se rendre au Caritas, où Lorne le redirige vers T'ish Magev, un swâmi, pour essayer d'oublier Darla. Pendant son absence, un client vient demander l'aide d'Angel en menaçant Cordelia d'une arme, obligeant Wesley à se faire passer pour lui. Il est engagé par Magnus Bryce, un industriel de la magie pour protéger sa fille Virginia, menacée par ses concurrents. Wesley la protège deux fois d'un enlèvement, et Virginia finit par le séduire, toujours persuadée qu'il s'agit d'un vampire.
Sur l'initiative de Cordelia, Gunn part rechercher Angel et se fait assommer par T'ish Magev, ce qui fait comprendre à Angel qu'il s'agit d'un imposteur qui a tué le vrai swâmi pour se faire passer pour lui. Pendant ce temps, Wesley se fait démasquer à son tour. De retour à l'hôtel, les membres d'Angel Investigations comprennent que Magnus Bryce veut sacrifier sa fille, qu'il croit encore vierge, à la démone Yeska, et que le faux swâmi a été engagé par son concurrent Paul Lanier pour empêcher les pouvoirs de Bryce d'augmenter. Sous la direction de Wesley, l'équipe vient saboter le rituel. Yeska apparait mais repart aussitôt car Virginia n'étant plus vierge, elle n'est plus pure pour le rituel. À la fin de l'épisode, Wesley apparait dans un journal comme « garde du corps des stars ».

## Statut particulier
Noel Murray, du site The A.V. Club, estime que c'est un épisode « bien écrit et bien construit » sur le thème de la crise d'identité qui touche simultanément Angel et Wesley, et comprenant par ailleurs de « formidables moments de comédie ». Pour Ryan Bovay, du site Critically Touched, qui lui donne la note de B, c'est l'un des « rares épisodes entièrement comiques de la série » et, même s'il tombe un peu à plat par moments, il est suffisamment amusant tout en étant « étonnamment pertinent » dans ses révélations et il apporte enfin le bon équilibre au personnage de Wesley.

## Distribution

### Acteurs crédités au générique
- David Boreanaz : Angel
- Charisma Carpenter : Cordelia Chase
- Alexis Denisof : Wesley Wyndam-Pryce
- J. August Richards : Charles Gunn

### Acteurs crédités en début d'épisode
- Andy Hallett : Lorne
- Art LaFleur : T'ish Magev
- Brigid Brannagh : Virginia Bryce
- Patrick Kilpatrick : Paul Lanier
- Todd Susman : Magnus Bryce